# (1410) Margret
(1410) Margret es el asteroide número 1410 situado en el cinturón principal. Fue descubierto por el astrónomo Karl Wilhelm Reinmuth  desde el observatorio de Heidelberg, el 8 de enero de 1937.Su designación alternativa es 1937 AL. Debe su nombre a Margret Braun, esposa del astrónomo alemán Heinrich Vogt. El asteroide Brauna también fue nombrado en su honor.